# كريستين كين
كريستين كين (بالإنجليزية: Christine Caine)‏ هي قسيسة وكاتِبة أسترالية، ولدت في 23 سبتمبر 1966.